# Британский Квебек
Прови́нция Квебе́к (англ. Province of Quebec, фр. Province de Québec) — североамериканская колония, основанная Великобританией после Семилетней войны и существовавшая с 1763 по 1791 годы. Столица — Квебек.
Великобритания приобрела Канаду (центр Новой Франции) по Парижскому договору 1763 года, когда французский король Людовик XV и его советники решили сохранить свои владения на Антильских островах, где размещалось более ценное с их точки зрения сахарное производство. По Королевской декларации 1763 Канада получила название Province of Quebec. Британские власти предусматривали, что массовая иммиграция англофонов, а также ассимиляция франкоязычного населения постепенно сделают эту новую колонию по-настоящему английской. Между тем, этого так и не произошло.
В 1774 году британский парламент принял Акт о Квебеке, позволивший поддерживать в силе французский Гражданский кодекс и разрешивший свободно отправлять религиозные культы, что дало возможность сохраниться там Католической церкви. Принимая этот акт, британские власти надеялись привлечь франкоканадский народ на сторону английского короля, предоставляя различные привилегии. Этот акт также заново определил границы провинции, в которую теперь вошли территории Огайо и Иллинойс, ограниченные Аппалачами на востоке, рекой Огайо — на юге, Миссисипи — на западе и южной границей земель Компании Гудзонова залива (называвшихся Землёй Руперта) — на севере.
Благодаря провинции Квебек, британская корона сохранила доступ к территориям Огайо и Иллинойс даже после того, как Парижский договор 1783 года должен был ввести США во владение ими. Британцы были в состоянии снабжать свои войска и своих индейских союзников по военным и торговым дорогам, проходящим через Великие озёра, например, через Детройт, Форт-Ниагару или Форт-Мичилимаккинак, до тех пор пока эти крепости не были переданы США по Лондонскому договору 1794 года.
С 1783 года границы провинции соответствуют, таким образом, южной части современных провинций Квебек и Онтарио.
В провинции сохранился помещичий режим, который был и до завоевания. Между тем, наплыв верноподданных колонистов, бегущих от американской революции, начал менять демографический состав провинции, где появились группы людей, говорящие на английском языке, англикане или протестанты. Эти иммигранты селились, главным образом, в Восточных кантонах, Монреале и на территории к западу от Оттавы, известной тогда как страна верховий.
В 1791 году Конституционный акт положил конец законному существованию Провинции Квебек, разделив её на две колонии. Часть к западу от Оттавы получила название Верхняя Канада и, населённая почти исключительно англофонами, приняла британскую правовую систему. Другая часть была названа Нижней Канадой.

## Губернаторы Провинции Квебек в 1763—1791
После капитуляции Монреаля в 1760 в Новой Франции было введено военное управление. Гражданское правительство было учреждено в 1764.
- Джеффри Амхерст, 1-й барон Амхерст (1760—1763)
- Томас Гейдж (1763—1764)
- Джеймс Мюррей (1764—1768)
- Гай Карлтон, 1-й барон Дорчестер (1768—1778)
- Сэр Фредерик Халдиманд (1778—1786)
- Гай Карлтон, 1-й барон Дорчестер (1786—1796)